# Familia Kemény

Blazonul familiei Kemény

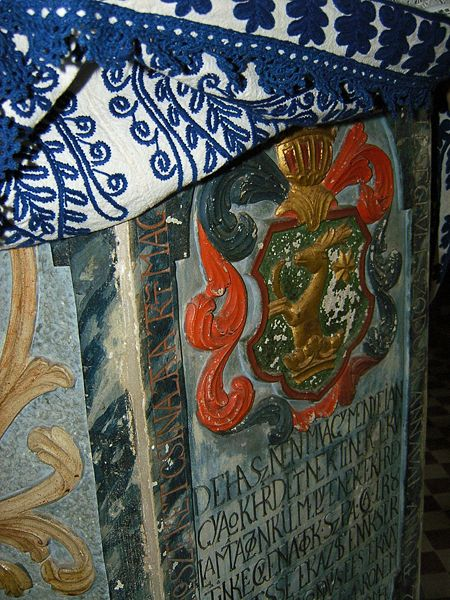
Blazonul familiei Kemény în biserica reformată-calvină din Mănăstireni.

Familia Kemény (în maghiară magyargyerőmonostori báró és gróf Kemény) este una dintre cele mai vechi familii nobiliare maghiare din Transilvania.

## Istoria
Această familie are origini foarte vechi și strămoșii săi sunt comuni cu cei ai familiilor Gyerőffy, Mikola, Radó și Vitéz, stinse acum, și cu cei ai familiei Kabos, care mai există încă. Ele au toate aceeași stemă: un cerb ieșind dintr-o coroană. Au fost semnate mai multe acorduri și carte între ele cu privire la modul de transmitere a patrimoniului în cazul stingerii unei familii. Acest lucru a fost făcut în acord cu regele Vladislav (I sau al II-lea), care era în mod normal beneficiarul oricărei moșteniri nerevendicate în contextul întreruperii liniei bărbătești. 
Péter, fiul lui István, este cel care a fondat familia Kemény de Magyargyerőmonostor. Acesta din urmă ar fi avut un frate, Simon, considerat un erou pentru că a îmbrăcat costumul lui Ioan de Hunedoara la Szent-Imre (astăzi Sântimbru din România) și a murit în locul lui.
Boldizsár Kemény a fost un om de încredere al lui István Báthory, iar atunci când Báthory a fost ales rege al Poloniei, l-a urmat în Polonia. Mai târziu, a devenit un apropiat al lui Moise Székely și din 1608 a fost comite de  Alba de Jos. Fiul lui și al Zsófiei Tornyi, János, a fost ales principe al Transilvaniei. Nepotul principelui, János, comite de Belső-Szolnok, s-a căsătorit cu fiica contelui Mihály Teleki și în 1698 a primit titlul de baron, împreună cu fratele său. Fratele principelui, Boldizsár, căpitan al lui Gheorghe Rákóczi al II-lea, a fost numit comite al Clujului. În 1804 un membru al familiei pe nume Sámuel a primit titlul de conte.

## Membri importanți ai familiei
- Dénes Kemény (1803-1849), om politic, secretar de stat în Ministerul de Interne în timpul Revoluției Maghiare din 1848
- Endre Kemény (1845-1898), scriitor, om politic
- Farkas Kemény (1796-1848), colonel de honvezi, participant la Revoluția Maghiară din 1848
- Gábor Kemény (1830-1888), om politic, ministru al agriculturii, industriei și comerțului (1878–1882) și ministru al lucrărilor publice și transporturilor (1882-1886), consilier secret, președintele Societății de Istorie Maghiară
- István Kemény (1811-1881), om politic, főispán (comite)
- János Kemény (1607-1662), principe al Transilvaniei
- János Kemény (1825-1896), om politic, vicepreședinte al Camerei Reprezentanților
- János Kemény (1903-1971), scriitor, director de teatru
- József Kemény (1795-1855), istoric maghiar, membru al Academiei Ungare de Științe
- Kálmán Kemény (1838-1918), főispán (comite), vicepreședinte al Camerei Superioare
- Lajos Kemény (1799-1879), locotenent de honvezi, comandant militar al Devei
- Sámuel Kemény (1739-1817), vicecomite de Dăbâca, főispán (comite) al comitatului Turda, sfetnic regal și șambelan.
- Zsigmond Kemény (1814-1875), scriitor, publicist și om politic maghiar, considerat unul dintre maeștrii romanului istoric maghiar